# Харим (град в Сирия)
Харем или Харим (на арабски: حارم) е сирийски град в мухафаза Идлиб.

## География
Градът е разположен на надморска височина от 160 м и има население от 21 934. Харим се намира на границата на Турция, 55 км западно от Алепо.

## История
Градът още от Римо-византийската епоха е разположен по протежение на стратегическия маршрут между Антиохия и Алепо. Замъкът е построен върху хълм от Никифор II Фока скоро след 959 в уникален военнофортификационен стил. След това е завзет от арабите, а по-късно от турците-селджуки. През 1097 г. Харим е превзет от кръстоносците, които го удържат в следващите четиридесет години, с изключение на кратък период през 1098 г. След победата на Нур ад-Дин Махмуд над Раймон дьо Поатие в битката при Инаб през 1149, замъкът попада в мюсюлмански ръце. При опитите на кръстоносците да си върнат контрола над Харим под предводителството на Балдуин III между 1158 и 1164 г. Нур ад Дин решително ги отблъсква и пленява Реймонд III Триполитански, Боемунд III Антиохийски, Юг VIII Лузиньян и Жослен III Едески. По това време сеньор на Харим е Реджинал дьо Сен Валери и той призовава за помощ Реймонд III, Боемунд III, Жослен III, Юг VIII, Константинос Каламанос (византийски управител на Киликия), Торос и Млех от Армения, както и Жофроа Мартел (брат на Гийом IV Ангулемски), е пристигнал на поклонение. При вида на това рицарско войнство Нур ад-Дин се готви да се откаже от обсадата и отстъпва, когато „независимо от правилата на военната дисциплина... безразсъдно разпръснати и блуждаеше насам-натам в търсене на врага“ рицарите нападат. Войските на Нур ад-Дин провеждат контраатака, натикала кръстоносците в блато, където са избити „като жертва пред олтара. Само арменеца Торос, който беше запознат с турската маневра и не тръгна в преследване, избягал от бедствието“. Според Ибн ал-Атир 10000 кръстоносците са убити, а Нур ад-Дин възобновява обсадата и завладява Харим няколко дни по-късно. Въпреки че Амалрик Йерусалимски е далеч в Египет и останалите три кръстоносни държави са без своите господари, Нур ад-Дин решава да не атакува Антиохия за да не провокира византийски отговор, тъй като Княжеството какво номинално е феодално владение на Василевса. Той изтъква: „По-добре Боемунд за съсед отколкото краля на гърците!“.
Нов безуспешен опит за възвръщане на крепостта прави граф Филип I Фландърски през 1177 г. Когато монголите нахлуват през XIII век, по-голямата част от град Харим е разрушен и безстопанствен, включително неговия замък. Като част от сирийската Гражданска война сирийските бунтовници заемат пълен контрол над града, като до края на 2014 Харим е щаб Джабхат ан-Нусра.